# روبرت جاكسون بينيت
روبرت جاكسون بينيت (بالإنجليزية: Robert Jackson Bennett)‏‏ (22 يونيو 1984 في باتون روج، لويزيانا - ) روائي، وكاتب خيال علمي من الولايات المتحدة.

## الجوائز
- جائزة إدغار